# Lineth Saborío Chaverri
María Lineth de la Trinidad Saborío Chaverri (Grecia, 4 de noviembre de 1960) es una abogada costarricense. Desempeñó como directora del Organismo de Investigación Judicial (OIJ) y posteriormente como primera vicepresidente de la República del gobierno Pacheco de la Espriella (2002-2006), administración dentro de la cual también fue ministra de la Presidencia y ministra de Planificación Nacional y Política Económica.
Es hija de German Saborío Segura y Haydée Chaverri Alfaro. Está casada con Róger Carvajal Bonilla y tienen tres hijos, Carlos Andrés, Carolina y Carla.
Comenzó su carrera como asistente de Asuntos Internos del Organismo de Investigación Judicial (OIJ). Después fue jefa de la delegación del OIJ en la ciudad de Alajuela. De ahí pasó al puesto de subdirectora de la entidad y fue directora desde 1997. En el año 2001, el entonces candidato por el Partido Unidad Social Cristiana, Abel Pacheco de la Espriella la designa en su fórmula presidencial como postulante a la Primera Vicepresidencia.

## Candidata presidencial por el Partido Unidad Social Cristiana (PUSC) 2022
Los rumores sobre las intenciones presidenciales de Lineth Saborío Chaverri circularon desde inicios de febrero del 2021, cuando confirma que analiza la posibilidad de postularse, se separa del puesto como jefa de despacho de la diputada Shirley Díaz de la bancada del PUSC para tomar de lleno su postulación el 18 de marzo de 2021 y oficializa su candidatura el 14 de abril de 2021, faltando solo 3 meses para la Convención Nacional Socialcritiana 2021 donde disputa la presidencia contra el diputado y expresidente del PUSC Pedro Muñoz Fonseca y el diputado Erwen Masís Castro.
Pese a que para ese momento el nombre de Lineth Saborío Chaverri no aparece siquiera en ninguno de los estudios de opinión realizados en miras a las elecciones presidenciales del 2022, Lineth Saborío Chaverri gana apoyo de forma muy acelerada, superando rápidamente a sus adversarios en las encuestas y el 27 de junio del 2021 Lineth Saborío Chaverri gana la Convención Interna del PUSC con un 90687 votos, que representan un 55% de los mismos, seguida de Erwen Masís Castro que obtiene 23% de los votos y Pedro Muñoz Fonseca con un 22%.
De esta forma Lineth Saborío Chaverri participó el 6 de febrero del 2022 en las elecciones generales de 2022. Teniendo así la responsabilidad de ganar la presidencia y que el Partido Unidad Social Cristiana hubiése vuelto al poder después de 20 años, cuando gobernó Abel Pacheco de la Espriella; administración en la que Lineth Saborío Chaverri fue su vicepresidenta.
Durante la campaña, Saborío Chaverri fue acusada de no tomar posiciones lo suficientemente claras, frente a problemáticas nacionales.
Saborío obtuvo un total de 259,767 (12.4%) votos, dándole el cuarto lugar, debajo de José María Figueres, Rodrigo Chaves y Fabricio Alvarado. El Partido Unidad Social Cristiana obtuvo un total de 9 curules legislativas para el período 2022-2026.

## Nombramiento de Roger Carvajal en RACSA
En enero de 2006, se anuncia el nombramiento de Roger Carvajal (Esposo de la entonces vicepresidenta de la República de Costa Rica, Lineth Saborío) como gerente de RACSA (Radiofónica Costarricense S.A.), a pesar de que empleados de RACSA alegaran que era necesario que para ese puesto debía ser una persona experta en telecomunicaciones, además integrantes de la UCCAEP (Unión Costarricense de Cámaras y Asociaciones de la Empresa Privada) dieron su opinión sobre el caso "La Unión de Cámaras no cuestiona los atestados personales o profesionales de los nombramientos, cuestionamos que se siga recurriendo a la piñata política mediante nombramientos en la función pública de última hora".
A pesar de estas alegaciones, nunca se procedió de forma legal con denuncias o investigaciones por nepotismo, durante la campaña electoral de 2022 Lineth Saborío se refirió a tema, afirmando que su esposo ha construido su carrera política desde muy joven y que siempre ha cumplido los atestados para los puestos que ha desempeñado, contradiciendo las afirmaciones de los empleados de RACSA en 2006.